# Selezioni giovanili della nazionale femminile di pallacanestro di Gibilterra
Le selezioni giovanili della nazionale femminile di pallacanestro di Gibilterra sono gestite dalla Federazione cestistica di Gibilterra e partecipano ai tornei cestistici internazionali per squadre nazionali, limitatamente a specifiche classi d'età.

## Under-18
Rappresenta le migliori giocatrici di nazionalità gibilterriana di età non superiore ai 18 anni. Partecipa a tutte le manifestazioni internazionali giovanili di pallacanestro per nazioni gestite dalla FIBA.
Agli inizi la denominazione originaria era Nazionale Cadette, in quanto la FIBA classificava le fasce di età sotto i 18 anni con la denominazione "cadette". Dal 2000, la FIBA ha modificato il tutto, equiparando sotto la dicitura "under 18" sia denominazione che fasce di età. Da allora la selezione ha preso il nome attuale.

### Partecipazioni
Division C
- 1997 - 8°
- 1999 - 7°
- 2001 - 7°
- 2003 - 5°
- 2005 - 7°

## Under-16
Rappresenta le migliori giocatrici di nazionalità gibilterriana di età non superiore ai 16 anni. Partecipa a tutte le manifestazioni internazionali giovanili di pallacanestro per nazioni gestite dalla FIBA.
Agli inizi la denominazione originaria era nazionale Allieve, in quanto la FIBA classificava le fasce di età sotto i 18 anni con la denominazione "allieve". Dal 2000, la FIBA ha modificato il tutto, equiparando sotto la dicitura "under 16" sia denominazione che fasce di età. Da allora la selezione ha preso il nome attuale.

### Partecipazioni
Division C
- 2000 - 6°
- 2002 - 6°
- 2004 - 4°
- 2006 - 4°
- 2008 - 6°

- 2010 - 6°
- 2011 - 5°
- 2012 - 4°
- 2013 - 4°
- 2015 - 5°

- 2016 - 5°
- 2017 - 6°
- 2018 - 8°
- 2019 - 7°
- 2023 - 8°